# Elaphoglossum pascoense
Elaphoglossum pascoense är en träjonväxtart som beskrevs av R. M. Tryon. Elaphoglossum pascoense ingår i släktet Elaphoglossum och familjen Dryopteridaceae. Inga underarter finns listade.